# Ákisz Kleánthusz
Ákisz Kleánthusz (görög betűkkel: Άκης Κλεάνθους; 1964 – 2011. április 11.) ciprusi politikus és pénzügyi elemző volt. Kleánthusz 2003. és 2007. között a Ciprusi Értéktőzsde elnöke, majd 2007 és 2008 között az ország kulturális és oktatásügyi minisztere, a Demokratikus Párt nevű balközép politikai párt tagja volt.

## Pályafutása
Kleánthusz 1964-ben, Ciprus Paphos körzetében, Argakában született. BA diplomáját New Yorkban a Baruch Főiskolán marketing management szakon szerezte meg. Cleanthous then obtained a Master of Business Administration (MBA) in quantitative analysis from St. John's University in Queens, New York.
Kleánthusz kezdetben elektronikus bankolással foglalkozó bankárként kezdett el dolgozni, majd ciprusi internet technológiai területen dolgozott tovább. A Miniszterek Tanácsa 2003-ban nevezte ki a Ciprusi Értéktőzsde vezetőjévé.
Ezt a pozíciót egészen addig töltötte be, amíg 2007. február 20-án ki nem nevezték asos Papdopoulos kormányának oktatási és kulturális miniszterévé. Ezt a pozíciót a 2008-as ciprusi elnökválasztásig töltötte be, amikor is Andreas Demetriou vette át a helyét. A DIKO parlamenti képviselője volt a Ciprusi Képviselőházban. Ő volt a párt politikai tervbizottságának a vezetője, és részt vett a vezető testület munkájában is. Egy ideig a Spyros Kyprianou miniszterelnök mellett működött Spyros Kyprianou Institute ciprusi agytröszt vezetője is volt.
Kleánthusz nemcsak a politika területén érvényesült, hanem például 2008-ban az Evresis Loyalty Management elnöke is volt. Ezen kívül volt még a Sea Star Capital Plc elnöke és a Nicosiai Kereskedelmi és ipari Kamara elnöke is.
Ákisz Kleánthuszt 2011. április 11-én, 46 évesen szívroham vitte el. Ekkor a 2011. május 22-én megtartandó ciprusi képviselőválasztás egyik jelöltje volt.
Kleánthusz gyászszertartása Strovolosban, a Szent Zsófia-templomban volt. Többek között Demetris Christofias ciprusi elnök is ott volt a gyászolók között. A Szent Miklós temetőben helyezték örök nyugalomra.
Felesége, Krisztiána Kleánthusz túlélte férjét. A házaspárnak egy fia született, Evangelosz.